# Кильчевский, Виталий Игнатьевич
Виталий Игнатьевич Кильчевский (11 (23) октября 1899 год, Липнишки, Ошмянский уезд — 17 мая 1986) — русский советский артист оперы (лирический тенор), заслуженный артист РСФСР (1945).

## Биография
Виталий Кильчевский родился 11 (23) октября 1899 года в местечке Липнишки Ошмянского уезда (Виленская губерния, Российская империя, позже Польская Республика, с 1939 года Белорусская ССР, сейчас Ивьевский район, Гродненская область, Белоруссия).
Начал выступать в самодеятельности во время службы в Красной армии. В 1932 году поступил в 3-й музыкальный техникум в Ленинграде (сейчас Санкт-Петербургский музыкальный колледж имени Н. А. Римского-Корсакова), занимался по классу пения у профессора Софьи Владимировны Акимовой в Ленинградской консерватории. Там же вместе с Павлом Лисицианом и Леонидом Лавровским участвовал в создании молодёжного оперного театра.
В 1936 году после окончания Ленинградской консерватории, стал солистом Ленинградского Малого оперного театра (сейчас Михайловский театр). С 1944 года выступал в Ленинградском театре оперы и балета им. Кирова (ныне Мариинский театр). Член ВКП(б) с 1944 года.
В 1947—1955 годах был солистом Большого театра.
Выступал как концертный певец, исполнял арии, дуэты, песни и романсы. Гастролировал по СССР и за рубежом (Чехословакия, Болгария, ГДР), в том числе вместе с Мстиславом Ростроповичем.
По воспоминаниям Ивана Петрова, Кильчевский был «артистичным певцом, обладавшим лирическим тенором особенно крепким в верхнем регистре».
Умер 17 мая 1986 года в Москве. Похоронен на Ваганьковском кладбище.

## Награды и премии
- Орден Трудового Красного Знамени (27.05.1951)[4].
- Орден Дружбы народов (25.05.1976)[5].
- Заслуженный артист РСФСР (17.09.1945).

## Работы в театре
- «Иоланта» П. И. Чайковского — Водемон
- «Майская ночь» Н. Римского-Корсакова — Левко
- «Орлеанская дева» П. Чайковского — Карл VII
- «Евгений Онегин» П. Чайковского — Ленский
- «Дубровский» Э. Ф. Направника — Владимир Дубровский
- «Князь Игорь» А. П. Бородина — Владимир Игоревич
- «Травиата» Дж. Верди — Альфред
- «Риголетто» Дж. Верди — Герцог
- «Севильский цирюльник» Дж. Россини — Альмавива
- «Ромео и Джульетта» Ш. Гуно — Ромео
- «Фауст» Ш. Гуно — Фауст
- «Лакме» Л. Делиба — Джеральд
- «Мятеж» Л. А. Ходжа-Эйнатова — Винчецкий

## Фильмография
- 1941 — Антон Иванович сердится — Ролландов, тенор